# Lesley Blanch
Lesley Blanch (Londen, 6 juni 1904 – Menton, 6 mei 2007) was een Brits schrijfster, moderedactrice en schrijver van geschiedenisverhalen.

## Levensloop
Blanch werd geboren in Londen. De liefde voor reizen kreeg ze van haar moeder. De kunst van het schrijven en de liefde voor oosterse landen had ze van haar vader. Ze studeerde schilderkunst aan de kunstacademie The Slade School of Fine Art. In 1937 werd Blanch na redactiewerk hoofdredactrice voor Vogue in het Verenigd Koninkrijk. Hier stopte ze in 1944 mee. 
Tussen 1944 en 1961 was Blanch getrouwd met de Franse auteur Romain Gary. Toen in 1954 haar eerste boek uit kwam, was Lesley Blanch al een bekend journalist en reiziger. Het boek heette The Wilder Shores of Love, en ging over vier 19de-eeuwse vrouwen die in Noord-Afrika en het Nabije Oosten naar de liefde zochten.  
Blanch, die later nog kookboeken en een 11-delige autobiografie schreef, overleed op 102-jarige leeftijd in het Franse Menton.